# Ясная Поляна (деревня, Тульская область)
Ясная Поляна — деревня в Щёкинском районе Тульской области России.
В рамках административно-территориального устройства является центром Яснополянской сельской администрации Щёкинского района, в рамках организации местного самоуправления входит в сельское поселение Яснополянское.

## География
Расположена в 7 км к северу от железнодорожной станции города Щёкино и в 15 км к югу от центра Тулы.
На северной окраине деревни находится музей-усадьба Ясная Поляна, где ранее родился и жил Лев Николаевич Толстой, а также посёлок Музей-Усадьба Л. Н. Толстого.

## История
Деревня Ясная Поляна впервые упоминается в дозоре, документе описывающем состояние засечной черты, под 1652 годом как владение Степана Карцова: 
Стёжка проложена... против Степанова поместья Карцова деревни Ясной Поляны подле государевой заповеди и большой дороги, а косят ту поляну Степановы крестьяне Карцова... Да против Степановой деревни Карцова Ясной Поляны в государеву засеку стёжка десятины на две до Ясной Поляны, а та Ясная Поляна вытопчена лошадьми Степана Карцова, а та поляна назади за надлобами
Первый владелец Ясной Поляны Г. И. Карцов имел 75 десятин земли, два двора крестьянских, два бобыльских и четыре людских. У потомка, С. Г. Карцова, в 1732 году уже насчитывалось 32 двора (21 двор крестьянский, где проживало 67 человек, 10 бобыльских дворов, в которых проживало 29 человек, один людской в три человека).
В продолжение темы — жители Ясной Поляны: «Кажется, поселок доживает свое… некому заботиться о родном крае Льва Николаевича. И это рядом с известнейшим в России музеем».
В то же время — на протяжении всего этапа строительства в Ясной Поляне директор и подрядчик привлекались к ответственности… имели место факты приостановки строительства. Ревизор установил факт оплаты невыполненных работ на сумму 4,5 млн рублей.

## Население
| 2002 | 2010 |
| ---- | ---- |
| 953  | ↘814 |